# 宇都宮市サッカー場
宇都宮市サッカー場（うつのみやしサッカーじょう）は、栃木県宇都宮市が運営するサッカー場。1979年（昭和54年）8月に設置された。施設は宇都宮市が所有し、公益財団法人宇都宮市スポーツ振興財団が指定管理者として運営管理を行っている。

## 概要
第35回国民体育大会（栃の葉国体、1980年）のサッカー会場として1979年に建設された。当初は天然芝のグラウンドであったものの芝は数年で剥げ、その後は長年に亘って土のグラウンドとなっていたが、2008年4月に人工芝が敷かれた。隣接地にハーフサイズのサブグラウンドがありこちらは天然芝となっている。
現在は日本プロサッカーリーグ（Jリーグ）に加盟する栃木SCが練習場として使用する他、全国高等学校サッカー選手権大会の県予選などで使用される。また、1993年の全国高等学校総合体育大会サッカー競技大会の会場にもなった。

## 名称について
2009年4月、宇都宮市は「施設愛称によるプロスポーツ応援事業」により、宇都宮市サッカー場の愛称を「栃木SC宇都宮フィールド」とすることを決定した。なお、命名権契約では無いため、愛称設定に伴う費用は発生していない。

## アクセス
- JR宇都宮駅からバス「中平出・柳田車庫」行きで産業技術大学校前下車[1]。